# Emulsionsnummer
Tillverkaren av färgfilm märker filmen med typ och emulsionsnummer. Typen kan exempelvis vara Ektachrome 64. Emulsionsnumret anger vid vilken emulsionsgjutning som filmen är tillverkad.
Det finns när det gäller färgfilm små avvikelser i färgåtergivningen mellan olika emulsionsgjutningar. Yrkesfotografen köper därför ofta in sina färgfilmer med samma emulsionsnummer och vet då att färgåtergivningen blir lika mellan olika tagningar. Filmerna bör helst förvaras nedfrysta för att minska deras åldrande, vilket annars påverkar färgåtergivning och filmkänslighet.
Tillverkaren kan också märka sin film "Professional". Det innebär att färgfilmen är åldrad till rätt färgbalans. Film av denna typ är känsligare än vanlig film och inköpt professionell film bör förvaras i kylskåp eller nedfryst.